# Сюрсовайчик
Сюрсовайчик — деревня в Игринском районе Удмуртской республики.

## География
Находится в центральной части Удмуртии на расстоянии приблизительно 25 км на восток по прямой от районного центра поселка Игра.

## История
Основана в 1864 году выходцами из деревень Старые Уни Глазовского уезда и Тупал Пурга Сарапульского уезда. В 1891 году починок По речке Сюрсовайке (Сюрсовайчик). В 1893 году здесь 24 двора, в 1905 — 29, в 1920 — 38 (11 русских и 27 удмуртских), в 1924 — 87. С 1932 года деревня. До 2021 года входила в состав Беляевского сельского поселения.

## Население
Постоянное население составляло 167 человек (1893, русских 23 и 144 удмурта), 241 (1905), 206 (1924), 75 человек в 2002 году (удмурты 73 %, русские 27 %), 66 в 2012.